# Jumping into the World
Pour les articles homonymes, voir Don't Start Now.
Albums de BoA
ID; Peace B
(2000) Listen To My Heart
(2002)
Jumping Into the World, parfois appelé Don't Start Now / Jumping Into the World comme il est écrit sur la jaquette, est le premier album spécial de BoA, composé de titres inédits en coréen et de titres réenregistrés en anglais et en chinois, sorti en mars 2001 en Corée du Sud, et également édité en 2002 au Japon.

## Liste des titres
Les singles sont en gras.
1. "Don't Start Now"
2. "Again"
3. "Destiny"
4. "Love Letter"
5. "Love Hurts"
6. "Power"
7. "Let U Go"
8. "Don't Start Now" (version anglaise)
9. "ID; Peace B" (version anglaise)
10. "사라" ("Sara") (version anglaise)
11. "Dreams Come True"
12. "비밀일기" ("I'm Sorry") (version chinoise)
13. "ID; Peace B" (version chinoise)
14. "사라" ("Sara") (version chinoise)